# 新井淑弘
新井 淑弘（あらい よしひろ）は、日本の体育学者・教育学者。現在群馬大学共同教育学部教授。専門領域は、学校保健学・体操競技。

## 略歴・人物
- 1992年　群馬大学教育学部助教授
- 2007年　群馬大学教育学部准教授
- 2012年　群馬大学教育学部教授
- 2024年  群馬大学共同教育学部教授[1]

趣味は紙飛行機。

## 研究分野
学校保健学、健康科学、環境科学、運動生化学
- 運動負荷および生薬摂取が人体に及ぼす影響について
- 環境汚染物質の生体影響を教材とした環境教育の開発
- 公園における放射線量率について

- 運動
- 生薬
- ウエイトトレーニング
- プロテオミクス
- プロテオーム
- 血液生化学
- 健康寿命
- 抗老化　など

## 著書・論文

### 論文
- 『メチル水銀投与により誘発した過酸化脂質の神経細胞に及ぼす影響』　水俣病に関する総合的研究（日本公衆衛生協会） （大学・研究所等紀要、1991年）
- 『金属水銀の生体内動態に及ぼす運動負荷の影響』　産業医学（現 産業衛生学雑誌） （学術雑誌、1992年）
- 『アルミニウム投与による脳内神経伝達物質の変動とリズム変化に関する研究』　茨城県衛生研究所年報 （大学・研究所等紀要、1992年）
- 『筑波研究学園都市における大気中のNO2濃度について-1991年と1985年との比較研究-』　筑波の環境研究 （学術雑誌、1992年）
- 『乳酸アルミニウムを側脳室内に投与したﾗｯﾄの自発行動の変化』　産業医学（現 産業衛生学雑誌） （学術雑誌、1994年）
- 『無機水銀投与による急性腎障害に及ぼす運動負荷の影響』　産業医学（現 産業衛生学雑誌） （学術雑誌、1995年）
- 『無機水銀暴露によるPC12細胞の細胞死』　産業医学誌（現 産業衛生学雑誌） （学術雑誌、1995年）
- 『キダチアロエのSOD活性について』　New Food Industry （学術雑誌、1997年）
- 『保健学習における大気中有害物質簡易測定器の利用について』　科学教育研究報告 （学術雑誌、2000年）
- 『運動と老化について』　群馬スポーツサイエンス研究会会報 （大学・研究所等紀要、2000年）
- 『ウォーキングと環境』　群馬スポーツサイエンス研究会会報 （大学・研究所等紀要、2000年）
- 『運動後の栄養補助食品の摂取がヘモグロビンおよび赤血球中の抗酸化系酵素活性に及ぼす影響』　群馬大学教育学部紀要　芸術・技術・体育・生活科学編 （大学・研究所等紀要、1999年）
- 『身体を考える体育実践の試み　第一報　－大学体育における事例報告』　群馬大学教育実践研究　（大学・研究所等紀要、1999年）
- 『紙飛行機の練習中における心拍数の変化について』　群馬大学教育学部紀要　芸術・技術・体育・生活科学編 （大学・研究所等紀要、2000年）
- 『地方都市におけるNO2汚染の状況について』　群馬栃木保健体育学研究 （学術雑誌、2000年）
- 『教員養成課程における総合演習の授業づくりの試み（1）－自然環境との関わりを通して－』 群馬大学教育実践研究　 （大学・研究所等紀要、2001年）
- 『教員養成課程における総合演習の授業づくりの試み（2）－学生の主体的観点の変化－』 群馬大学教育実践研究　 （大学・研究所等紀要、2002年）
- 『地方都市における鉄道と二酸化窒素（NO2）による大気汚染の状況について』　第9回　交通調査・研究発表会　要旨集　財団法人　東日本鉄道文化財団 （2002年）
- 『大学生の血液流動性についてー生活習慣と男女間の比較による検討－』　日本衛生学雑誌 （2006年）

## 所属学会
- 日本体育学会
- 日本衛生学会